# Rödtjärnen (Björna socken, Ångermanland)
Rödtjärnen är en sjö i Örnsköldsviks kommun i Ångermanland och ingår i Gideälvens huvudavrinningsområde. Sjön har en area på 0,0636 kvadratkilometer och ligger 264,1 meter över havet. Sjön avvattnas av vattendraget Rödtjärnbäcken.

## Delavrinningsområde
Rödtjärnen ingår i det delavrinningsområde (705601-163471) som SMHI kallar för Mynnar i Björna-Lillån. Medelhöjden är 242 meter över havet och ytan är 10,73 kvadratkilometer. Det finns inga avrinningsområden uppströms utan avrinningsområdet är högsta punkten. Rödtjärnbäcken som avvattnar avrinningsområdet har biflödesordning 4, vilket innebär att vattnet flödar genom totalt 4 vattendrag innan det når havet efter 50 kilometer. Avrinningsområdet består mestadels av skog (81 procent). Avrinningsområdet har 0,24 kvadratkilometer vattenytor vilket ger det en sjöprocent på 2,2 procent.